# Svojšice u Choltic
Svojšice (deutsch Swojschitz) ist eine Gemeinde mit 204 (3. Juli 2006) Einwohnern in der Region Pardubitz (Pardubický kraj, Tschechien).

## Geographie
Der Ort liegt am Rande des Swintschaner Waldes am Zusammenfluss der Bäche Struha und Malá Struha.

## Geschichte
Das Dorf erstmals erwähnt Jahr die 1346. Die im Jahre 1365 errichtete Burg wurde nach dem Dreißigjährigen Krieg aufgegeben, die Ruinen der Türme und Wohngebäude sind noch erhalten.

## Sehenswürdigkeiten

Burgruine

- Burgruine

## Ortsteile
- Cihelna (Cyhelna)

## Verkehr
Es besteht eine Straße vom nördlich gelegenen Chrtníky durch den Ort nach Stojice zur Hauptstraße 17.

## Kultur und Sport
Neben der Freiwilligen Feuerwehr gibt es eine Jagdvereinigung und den Sportklub Svojšice. Weiterhin befindet sich am Ortsrand eine größere natürliche Freilichtbühne, die seit den 1980er Jahren für Musik-Festivals und andere kulturelle Veranstaltungen genutzt wird.

## Söhne und Töchter des Ortes
- Julie Havlíčková geb. Sýkorova (1826–1855), Ehefrau des Schriftstellers und Journalisten Karel Havlíček Borovský